# كارلوس غارنت
كارلوس غارنت (بالإسبانية: Carlos Garnett)‏ هو عازف ساكسفون وملحن بنمي، ولد في 1 ديسمبر 1938.

## وصلات خارجية
- كارلوس غارنت على موقع IMDb (الإنجليزية)
- كارلوس غارنت على موقع ميوزك برينز (الإنجليزية)
- كارلوس غارنت على موقع أول ميوزيك (الإنجليزية)
- كارلوس غارنت على موقع ديسكوغز (الإنجليزية)